# Zbigniew Kaźmierczak
Zbigniew Kaźmierczak (ur. 23 listopada 1965 w Nowych Skalmierzycach) – polski filozof, doktor habilitowany, profesor Uniwersytetu w Białymstoku.

## Życiorys
W 1990 ukończył studia magisterkie na Katolickim Uniwersytecie Lubelskim Jana Pawła II (praca magisterska: „Michela de Montaigne koncepcja filozofii”), a w 1999 roku ukończył studia doktoranckie na Papieskiej Akademii Teologicznej w Krakowie (praca doktorska: „Friedrich Nietzsche jako odnowiciel umysłowości pierwotnej”.
Stopień doktora habilitowanego uzyskał na Wydziale Nauk Społecznych Uniwersytetu Wrocławskiego w listopadzie 2010 roku. Od 1996 roku pracuje jako pracownik naukowy w Białymstoku, najpierw w filii Uniwersytetu Warszawskiego, a następnie w Uniwersytecie w Białymstoku. Od 2012 roku profesor nadzwyczajny Uniwersytetu w Białymstoku, od 2013 roku kierownik Zakładu Religioznawstwa i Filozofii Religii na Wydziale Historyczno-Socjologicznym. Zajmuje się filozofią Friedricha Nietzschego, fenomenologią religii, współczesnym katolicyzmem, pluralizmem religijnym, mistyką, liberalnym kwakryzmem. Pisze również aforyzmy i myśli.
Od czerwca 2015 roku jest formalnym członkiem Religijnego Towarzystwa Przyjaciół (kwakrzy).

## Publikacje
1. Friedrich Nietzsche jako odnowiciel umysłowości pierwotnej. Analiza w kontekście fenomenologii religii Gerardusa van der Leeuwa (Universitas, Kraków 2000, s. 498).
2. Natchnienie lub złudzenie. Myśli o intryganctwie rzeczy (Tchu, Warszawa 2004, s. 215) http://www.tchu.com.pl/wydawnictwo/kazmierczak_natchnienie/tchu_natchnienie_lub_zludzenie.htm, fragmenty: https://www.gnosis.art.pl/e_gnosis/punkt_widzenia/kazmierczak_natchnienie.htm
3. Paradoks i zbawienie. Antropologia mistyczna Mistrza Eckharta i Jana od Krzyża (Trans Humana, Białystok 2009,s. 687).
4. Zdrada mnichów i inne myśli o religii (Miniatura, Kraków 2012, s. 158) https://web.archive.org/web/20170514062935/http://miniatura1107.republika.pl/proza1.htm.
5. Alter Christus. Krytyczna rekonstrukcja światopoglądu Jana Pawła II (Universitas, Kraków 2014, s. 292) http://universitas.com.pl/produkt/3322/Alter-Christus-Krytyczna-rekonstrukcja-swiatopogladu-Jana-Pawla-II
6. Jan Paweł II w labiryncie ciała. O nieczystych małżonkach, obowiązku cierpienia i mglistych początkach istoty ludzkiej (Książka i Prasa, Warszawa 2014, s. 371).
7. Kwakryzm liberalny jako model religijności współczesnej (Semper, Warszawa 2016, s. 63).
8. "Teraz tańczy przeze mnie jakiś bóg". Projekt kultury intymnej (Wydawnictwo UwB, Białystok 2021, s. 352).https://wydawnictwo.uwb.edu.pl/ksiazka/382-teraz-tanczy-przeze-mnie-jakis-bog-projekt-kultury-intymnej
9. Czekając na Boga. Rozpad i nowy sens kwakryzmu liberalnego (Wydawnictwo Naukowe Semper, Warszawa 2024, s. 306)[3].